# Anna Paulownalaan (Baarn)
De Anna Paulownalaan is een laan in het Wilhelminapark van Baarn, in de Nederlandse provincie Utrecht.
De slingerende laan met vrijstaande landhuizen en villa's werd gebouwd in de eerste helft van de 20e eeuw. Het is de verbinding tussen de Emmalaan en de Gerrit van der Veenlaan. 
De laan is genoemd naar grootvorstin Anna Paulowna van Rusland die in 1816 met de latere Willem II trouwde en in 1840 koningin van Nederland werd.